# Jean-Armel Kana-Biyik
Jean-Armel Kana-Biyik (Metz, 3 juli 1989) is een Kameroens-Frans voetballer die bij voorkeur als centrale verdediger speelt. Hij verruilde in augustus 2016 Toulouse voor het Turkse Kayserispor.
Zijn sterkste punt is zijn concentratie. Zijn speelstijl omvat veel korte passes en hij houdt ervan te dribbelen.

## Clubcarrière
Kana-Biyik sloot zich op 16-jarige leeftijd aan bij AC Le Havre. Hij maakte zijn profdebuut op 22 februari 2008 tegen Dijon in de Ligue 2. Op 20 juni 2010 tekende hij een vierjarig contract bij Stade Rennais, dat een bedrag van €2,5 miljoen op tafel legde voor de centrumverdediger. Hij maakte in januari 2015 transfervrij de overstap naar Toulouse. Na een verblijf van anderhalf jaar bij Toulouse maakte hij in de zomer van 2016 de overstap naar Kayserispor.

## Interlandcarrière
Kana-Biyik heeft vijf interlands op zijn naam voor Frankrijk -21. In 2012 besloot hij om voor Kameroen uit te komen. Op 14 november 2012 speelde hij naast Nicolas N'Koulou in een vriendschappelijke wedstrijd tegen Albanië.